# Psychosomatique
Pour le trouble mental, voir Trouble somatoforme.
 Mise en garde médicale
Le terme psychosomatique (du grec ancien: psyché, le mental et soma, le corps) ou maladie psychosomatique, désigne les maladies, les douleurs, ou les troubles physiques causés ou aggravés par des facteurs psychiques et psychologiques. On parle aussi en ce sens de somatisation. Plus généralement, ce terme désigne tout ce qui concerne les effets de l'esprit sur le corps humain,.
La médecine psychosomatique constitue donc un champ interdisciplinaire, fortement influencé par la psychanalyse mais qui intègre aussi des théories venant d'autres approches, et située entre les dimensions psychologiques, comportementales et sociales de l'individu et la physiologie de l'organisme. Dans ce cadre, les traitements peuvent être des approches psychothérapeutiques ou médicamenteuses, voire une combinaison des deux.

## Exemples de maladies psychosomatiques
De nombreuses pathologies ont des composantes psychiques ou émotionnelles qui influencent leur apparition, leur gravité et leur évolution: 
- Troubles gastro-intestinaux: Syndrome de l'intestin irritable, colite ulcéreuse ou la maladie de Crohn
- Maladies de peau: Eczéma, dermite séborrhéique, psoriasis, éruption cutanée
- Maladies neurologiques: Céphalée
- Maladies auto-immunes: Lupus, sclérose en plaques, polyarthrite rhumatoïde
- Maladies respiratoires : Asthme
- Troubles sexuels: Dysfonction érectile, vaginisme
- Troubles cardiovasculaires: Hypertension artérielle, tachycardie, syndrome du cœur brisé

## Histoire
C'est dans la seconde moitié du XIXe siècle que le terme psychosomatique est né. Sa paternité est attribuée au psychiatre allemand Heinroth (1773-1843). Ce nouveau courant médical visait à introduire dans le courant organiciste et expérimental de la médecine du XIXe siècle des facteurs d'ordre psychique pour rendre compte de la causalité et de l'étiopathogénie de certaines maladies. Cette approche nouvelle et globale de l'homme malade s'est poursuivie jusqu'à nos jours dans la pratique médicale psychanalytique et constitue l'un de ses courants. Cependant son développement continue de se heurter aux conceptions biologiques qui organisent aujourd'hui les études médicales et la pratique de la médecine au détriment de l'écoute et de la prise en compte de la personnalité du malade dans son environnement.

### Introduction
Il y a la santé de l'esprit comme il y a la santé du corps. C’est le concept d’Euexia, avec la notion de hiérarchie et de domination de certaines parties ou fonctions qui ont à se conformer à cette hiérarchie. Santé morale et santé intellectuelle parachèvent la santé des corps. Le plaisir devient un attribut de la santé. La santé est un mélange, le fruit de deux principes antithétiques : la « limite » et « l’illimité ». La santé est une combinaison de tensions contradictoires en « mélange mesuré ».
« La limite dominant les tensions illimitées, voilà la santé du corps, celle de l’âme, celle de la cité. » selon le Philèbe de Platon.

 
Un de ses traducteurs, Émile Chambry, commentant ce texte, écrit : 
« Ni le plaisir, ni l’intelligence ne sont le bien. C’est dans le mélange des deux que nous le trouvons. Parmi les affections que notre corps éprouve, les unes s’éteignent dans le corps même sans parvenir à l’âme, qui se trouve alors dans l’état d’insensibilité ; les autres vont du corps à l’âme et y causent une sorte d’ébranlement propre à chacun et commun à l’un et à l’autre. Cet ébranlement est la sensation, la mémoire est la conservation de la sensation. »

 
Dans le Charmide, Platon rapporte les propos « pré-psychosomatiques » de Socrate sur la santé dans le chapitre « L’incantation », dans lequel est conseillé un traitement par le discours : 
« Tout ainsi qu’on ne doit pas entreprendre de guérir les yeux sans avoir guéri la tête, on ne doit pas le faire pour la tête sans s’occuper du corps, de même on ne doit pas davantage chercher à guérir le corps sans guérir l’âme ; mais que, si la plupart des maladies échappent à l’art des médecins de la Grèce, la cause en est qu’ils méconnaissent le tout dont il faut prendre soin, ce tout sans le bon comportement duquel il est impossible que se comporte bien la partie. C’est dans l’âme, que, pour le corps et pour tout l’homme, les maux et les biens ont leur point de départ… Ce sont les discours qui contiennent de belles pensées ; or les discours qui sont de telle sorte font naître dans l’âme une sagesse morale, dont l’apparition et la présence permettent dorénavant de procurer aisément la bonne santé à la tête comme au reste du corps. »

### Psychosomatique psychanalytique
La psychosomatique psychanalytique s'articule autour de la compréhension de la dimension inconsciente de la vie psychique, et cherche à comprendre l'énigme du passage par le corps de ce qui ne peut pas être résolu par la conscience. La logique psychique intervient dans la logique somatique.

## Médecine psychosomatique
L'essor de la médecine lui permet de se définir comme plus globale par les nouvelles acquisitions scientifiques sur le contrôle hormonal et immunitaire, et qui, grâce au concept de stress, tente d'expliquer les liens entre le cerveau et le reste de l'organisme dans un nombre de plus en plus important de maladies : infectieuses, auto-immunes, cancers…

## Traitement
Les traitements médicaux et la psychothérapie sont utilisés pour traiter les troubles psychosomatiques.
L'accompagnement psycho-thérapeutique du patient, en lien avec les soignants, permet de prendre en compte la place qu'occupe la pathologie dans son histoire (à travers l'anamnèse entre autres), ainsi que l'anxiété et la dépression en lien avec les symptômes somatiques. Tout l'enjeu de ce travail réside aussi dans le fait de faire prendre conscience aux soignants de la dimension psychique inconsciente des troubles somatiques rencontrés par le patient, quels qu'ils soient.

## Prévention
La prévention est également un volet important en psychosomatique, puisqu'elle permet de comprendre ce qui pousse par exemple les sujets à se droguer, consommer de l'alcool, à l'addiction d'une manière générale, pour combler un manque qui pourrait être traité en amont de cette addiction.

## Critiques de la psychosomatique
La psychosomatique, telle qu’elle est souvent pratiquée ou vulgarisée, est régulièrement accusée d’un manque de rigueur méthodologique. En effet, plusieurs auteurs soulignent que ce champ de recherche souffre d’un problème de scientificité faible :
- Les hypothèses psychosomatiques sont fréquemment difficiles à tester dans un cadre expérimental rigoureux.
- Il existe peu d’études randomisées contrôlées qui valident la plupart des liens allégués entre état psychologique et pathologie.

La littérature est souvent constituée d’études de cas ou de corrélations, ce qui ouvre la porte aux biais de confirmation, aux interprétations subjectives, voire aux pseudo-explications. Ces éléments sont régulièrement mis en avant dans la critique scientifique, par exemple dans les méta-analyses sur les approches psychosomatiques qui concluent souvent à une absence de preuve robuste sur les mécanismes postulés.
Voici quelques auteurs qui critiquent la psychosomatique :
1. Marcel de M’Uzan & Claude David (1960) : Dans leur article Préliminaires critiques à la recherche psychosomatique, ils soulignent « l’absence de retour réflexif ou le passage de l’implicite (intuition, expérience clinique) à l’explicite (formulation, théorisation) », et critiquent les "artefacts" dus à un manque de rigueur dans la conceptualisation. Ils appellent à davantage de précision méthodologique pour éviter des dérives épistémologiques.
2. Pascal Henri Keller (1995) : Dans Les théories psychosomatiques : modèle médical ou modèle psychologique ?, Keller dénonce une "inflation psychosomatique", estimant que le concept a perdu de sa valeur heuristique et évolue dans une impasse méthodologique en raison d’un manque de définition claire de l’objet étudié.
3. Michel F. B. Gazaix & François Michel (1987): Ils critiquent ouvertement la "médecine dite psychosomatique" et ses mythes, soulignant sa faible reconnaissance comme discipline scientifique légitime. 
4. Adolf Grünbaum: Philosophe des sciences, il a dénoncé le caractère non scientifique de certaines approches (notamment en psychanalyse et psychosomatique), réclamant des données expérimentales robustes pour soutenir ces théories. 
5. J. Allan Hobson: Neuroscientifique, il critique l’absence d’études reproductibles et quantitatives en théorie freudienne et affirme que la psychosomatique repose encore trop sur une méthodologie subjective, à l’opposé des sciences expérimentales. Voir Critiques de la psychanalyse.
6. Tomasz Witkowski & Maciej Zatonski (2015): Dans Psychology Gone Wrong, ils dénoncent la déficience méthodologique de la psychothérapie, dont les approches psychosomatiques, en signalant que les études solides sont moins nombreuses que les études positives biaisées.
7. David F. Marks (2022): critique vivement l’approche psychosomatique pour la fibromyalgie et le syndrome de fatigue chronique, l’accusant de manquer de preuves, de reposer sur des causalités fallacieuses, voir de constituer une « science cargo‑cult », aux traitements potentiellement nuisibles.
Des historiens des sciences, comme Paul Martini, ont critiqué dès 1949 le manque de fondements épistémologiques solides dans la psychosomatique, soulignant le flou entre causalité, évidence et subjectivité.
Dans une revue publiée en 1972, Aitken souligne que la recherche psychosomatique repose souvent sur des cas cliniques et des mesures peu fiables (sensibilité, validité, représentativité) plutôt que sur des essais contrôlés solides .